# Delley
Delley (toponimo francese) è una frazione del comune svizzero di Delley-Portalban, nel Canton Friburgo (distretto della Broye).

## Geografia fisica
Delley si affaccia sul Lago di Neuchâtel.

## Storia

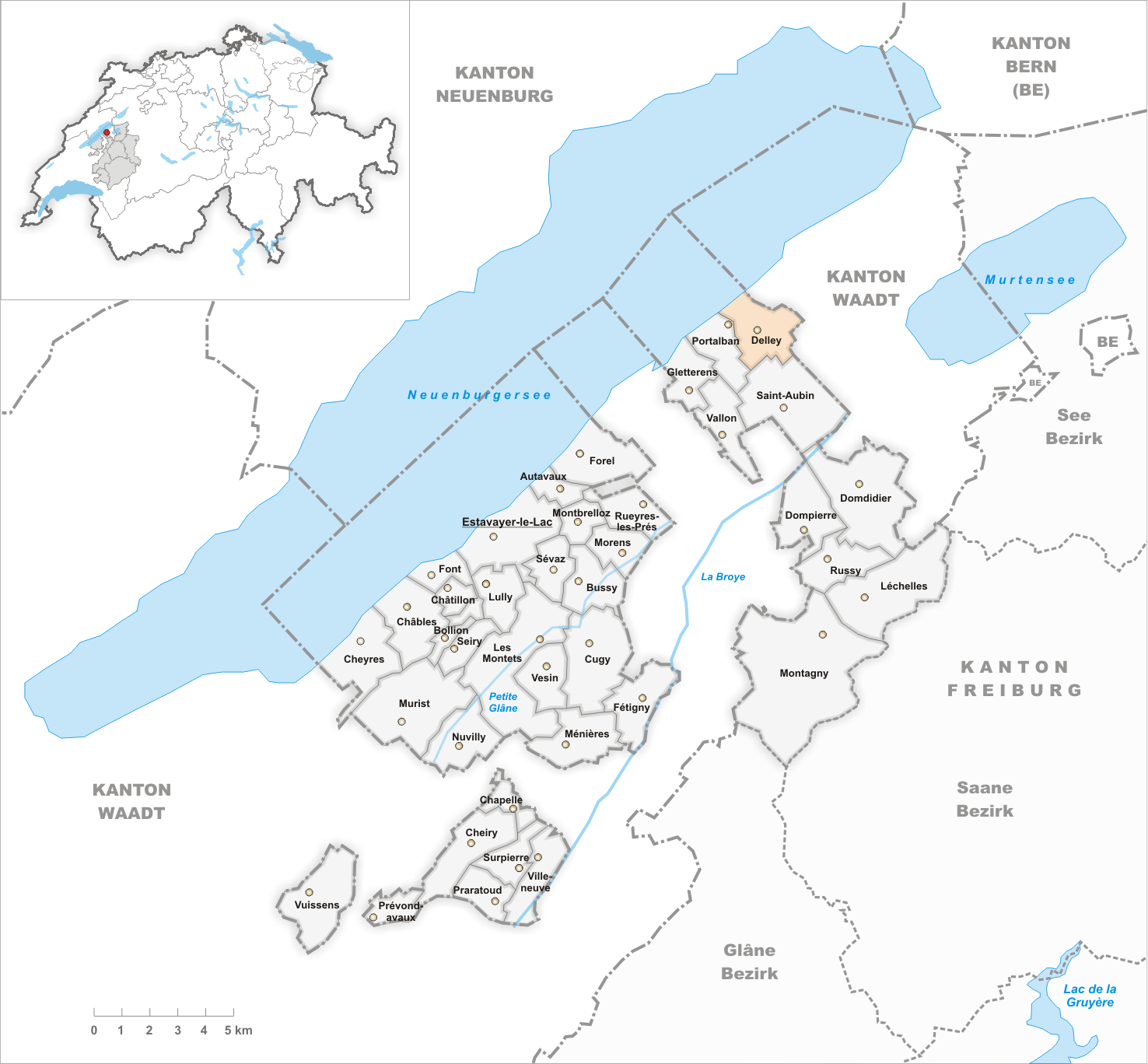
Il territorio del comune di Delley prima degli accorpamenti comunali del 2005

Già comune autonomo che comprendeva anche parte della frazione di Portalban-Dessous, nel 2005 è stato accorpato all'altro comune soppresso di Portalban per formare il nuovo comune di Delley-Portalban, del quale Delley è il capoluogo.

## Monumenti e luoghi d'interesse

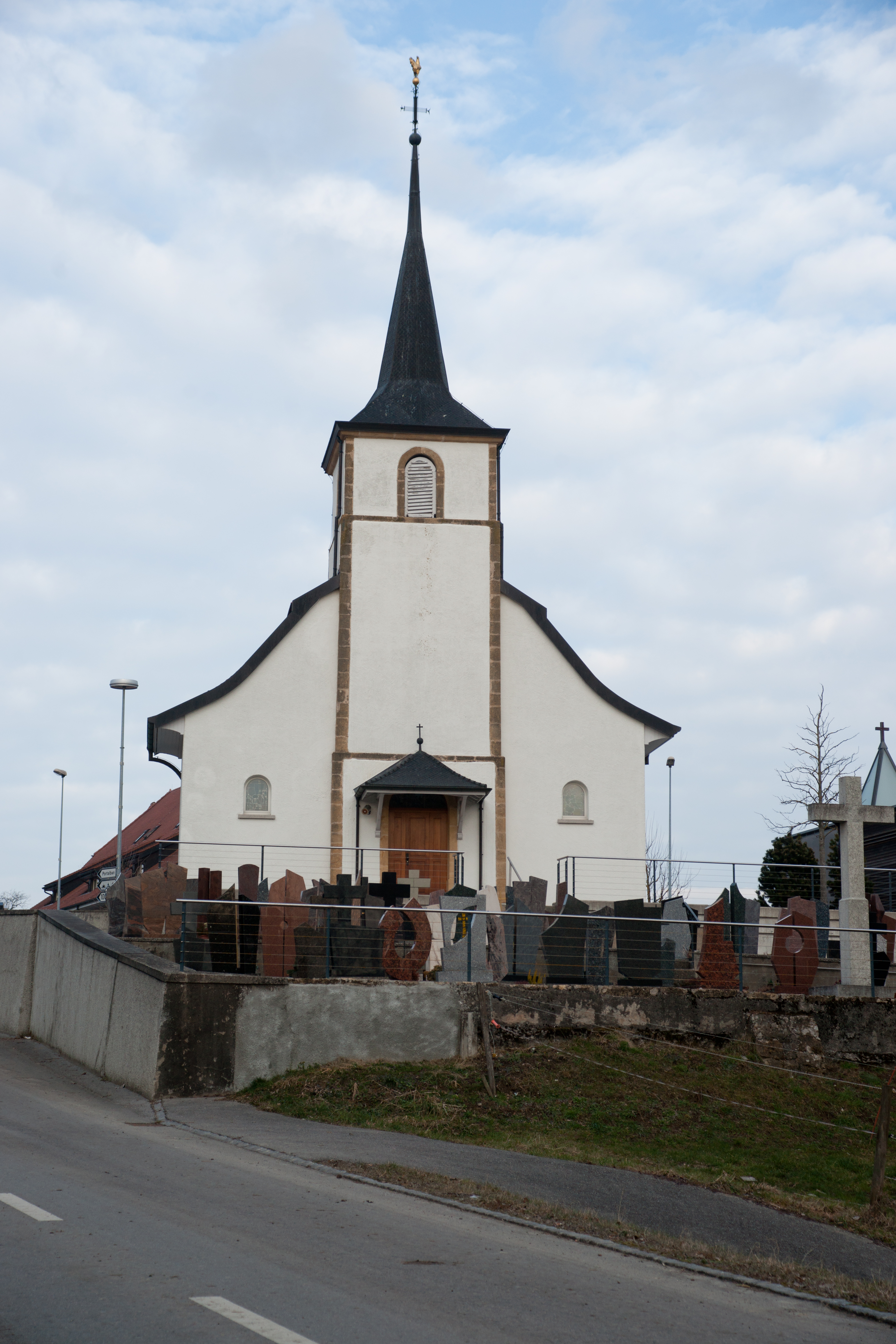
La chiesa cattolica

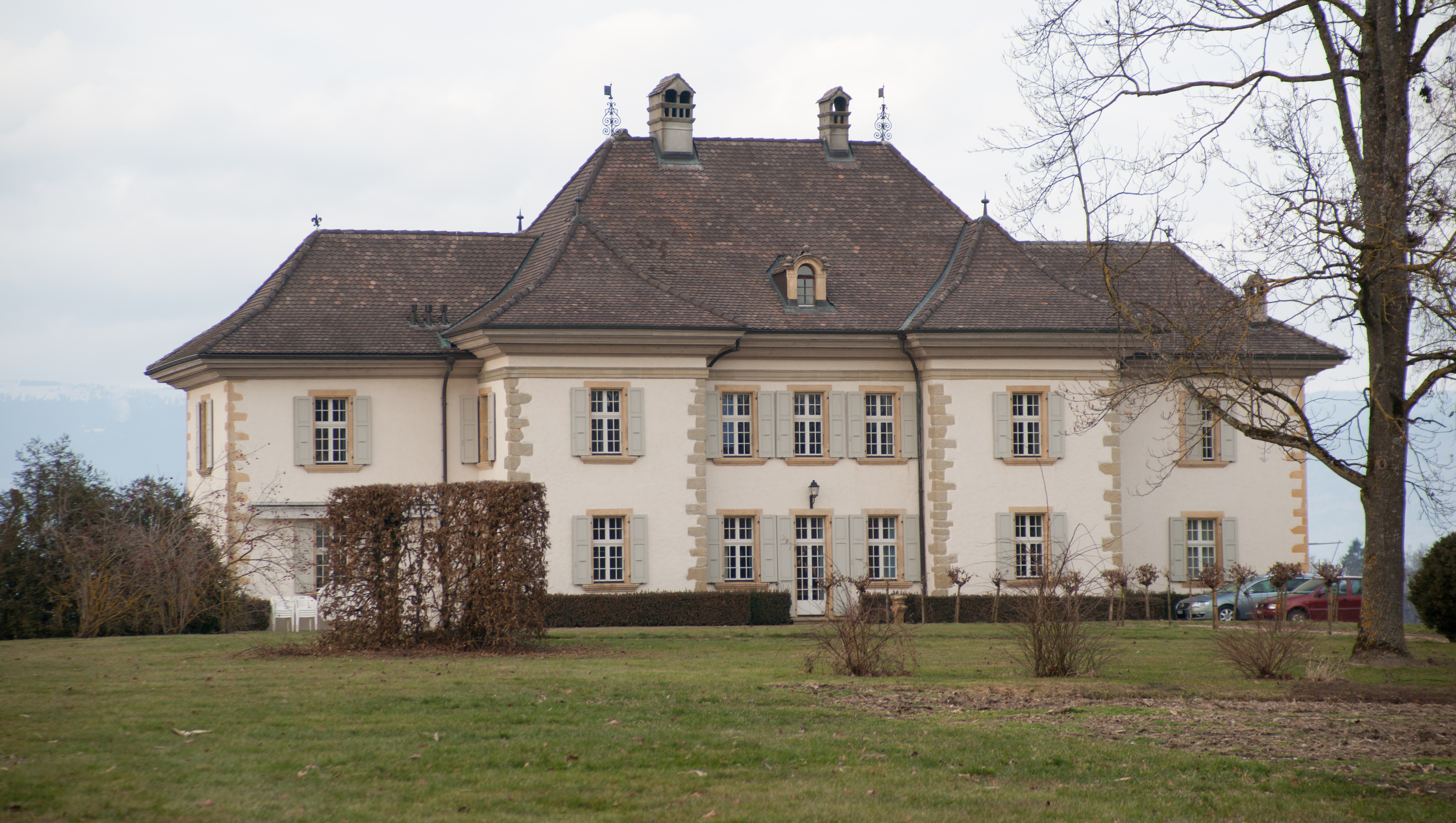
Il castello di Delley

- Chiesa cattolica, eretta nel 1488 e ricostruita nel 1713[1];
- Castello di Delley, eretto nel XVIII secolo[1].

## Società

### Evoluzione demografica
L'evoluzione demografica è riportata nella seguente tabella:
Abitanti censiti

## Amministrazione
Ogni famiglia originaria del luogo fa parte del comune patriziale che ha la responsabilità della manutenzione di ogni bene comune.